# Погане насіння (фільм, 1956)
«Погане насіння» (англ. The Bad Seed) — американський чорно-білий кінофільм 1956 року у жанрі психологічного трилеру, знятий режисером Мервіном Лероєм за однойменною п'єсою Максвела Андерсона, в свою чергу заснованій на однойменному романі (1954) Вільяма Марча. У головних ролях Ненсі Келлі та Патті Маккормак. Прем'єра відбулася 12 вересня 1956 року.

## Сюжет
Чоловік Крістін Пенмарк, полковник Кеннет Пенмарк від'їжджає з дому на кілька днів у службових справах. Того ж дня у їхньої 8-річної дочки Роди проходить у школі пікнік. Рода дуже збуджена, бо нещодавно у неї в школі проходив конкурс чистописання, на якому вона посіла друге місце, а медаль переможця дісталася її однокласнику Клоду Дейглу, і Рода вважає це несправедливим. Відвівши Роду на пікнік, який проходить на березі озера, Крістін йде додому й пізніше дізнається, що в озері в цей день потонула дитина — Клод Дейгл. Крістін хвилюється, що Рода, можливо, травмована його смертю, але коли Рода повертається додому, з подивом виявляє, що та поводиться напрочуд спокійно для дитини, яка бачила труп (вона розповідає матері, що була присутня у той момент, коли тіло хлопчика витягали на берег). Після похорону до них додому приходить вчителька Роди Клаудія Ферн, яка повідомляє Крістін, що Роду виключно зі школи через дивні підозри: по перше, Рода того дня кілька разів кидалася на Клода з кулаками і вимагала віддати їй медаль, а по друге, тіло хлопчика було знайдено біля причалу і сторож бачив, як незадовго до цього звідти йшла дівчинка у сукні і з косичками (а Рода, на відміну від однокласниць, носить сукенки, а не джинси). Потім у дім до Пенмарків приходить мати хлопчика Гортензія Дейгл, яка, будучи з горя п'яною, повідомляє, що на голові та руках хлопчика були дивні синці у формі півмісяця і що у нього на сорочці була наколота та сама медаль за конкурс, але коли тіло витягли з води, медалі на ньому вже не було. Крістін не вірить їй, вважаючи, що у місіс Дейгл від алкоголю разігралась уява.
Трохи пізніше Крістін знаходить у Роди в столі ту саму медаль і вимагає пояснень. Рода говорить, що Клод віддав їй медаль у день смерті як плату за програне парі. Але Крістін починає підозрювати, що Рода так залякала хлопчика, що він оступився й упав у воду. Рода підтверджує і це, але Крістін невдоволена цією відповіддю й пізніше ловить Роду за тим, що вона намагається винести з дому свої туфлі. При цьому Крістін помічає набойки на підборах туфель, зроблені у формі півмісяця, а саме таку форму мали синці на тілі хлопчика. Вона знову вимагає від дочки зізнання і тоді Рода розповідає, що вона просто хотіла змусити Клода віддати їй медаль, але той відмовився і тоді Рода, у нападі люті, вдарила його туфлею, після чого Клод віддав медаль, але пригрозив, що все розповість про неї, й тоді вона, злякавшись, вдарила його ще кілька разів та зіштовхнула в воду. Тепер вона хоче викинути туфлі до сміттєспалювача, тому що на них лишилася кров. Коли Рода збирається йти, Крістін раптом питає її про те, що сталося з їхньою домовласницею місіс Пост, у якої вони жили в Вічиті, Канзас, і з'їхали, коли та померла, впавши з пожежної драбини з третього поверху. Тоді виникли підозри, що до цього була причетна дівчинка, але їх було відкинуто, тому що Рода «лише дитина». Однак у місіс Пост була скляна кулька з рибкою всередині, яка дуже подобалася Роді й тепер стоїть у неї на столі. Рода розповідає, що вона того дня стояла з нею на сходах і жінка впала, тому що Рода підсковзнулася й навалилася на неї; місіс Пост так любила Роду, що пообіцяла їй заповісти після смерті кульку з рибкою, але Рода не могла чекати й «пришвидшила процес». Наступного дня Лерой знаходить туфельки Роди у сміттєспалювачі і, зробивши деякі висновки, розуміє, що це вона вбила хлопчика. Скоріше від страху, чим навмисно, Рода підпалює його матрац, на якому він спить у підвалі. Всі вважають смерть Лероя нещасним випадком, бо він міг заснути з непогашеною сигаретою. І лише Крістін знає правду й тому перебуває у паніці: Рода її дочка, і якою б жорстокою та не була, вона не віддасть її поліції.
Одночасно Крістін згадує, що протягом усього життя вона підозрювала, що її батьки їй не рідні. Підозра посилюється, коли їхня домовласниця, затята фрейдистка Моніка Брідлав приводить до них додому кримінального репортера Реджинальда Таскера, від якого Крістін дізнається, що деякі вбивці починали вбивати ще у дитячому віці, а діті-вбивці взагалі можуть бути такими через погану спадковість, а не через асоціальні умови життя, як багато хто вважає. Як приклад він наводить історію Бессі Денкер — вродливої чарівної жінки, яка труїла людей, ніколи не використовуючи одну отруту двічі. Вона тричі поставала перед судом, але її чарівність змушувала судей повірити у її невинуватість, в результаті чого Денкер, імовірно, втекла до Австралії під іншим ім'ям. Таскер пояснює, що поведінка Денкер могла бути результатом поганої спадковості: її батько страждав нападами немотивованої люті. Крістін тоді кличе до себе свого батька, письменника Річарда Браво, який до війни також працював кримінальним репортером. Вона розповідає йому, що їй часто сниться один й той самий сон: їй два роки, вона живе на фермі з братом і матір'ю, дуже вродливою жінкою. Потім Крістін згадує, що мати вбила брата й кудись пішла, а Крістін вибралася з будинку і сховалася в кущах. Коли мати повернулась, то почала кликати її по імені, й тут Крістін розуміє: вона Інгольд Денкер — дочка Бессі Денкер. Батько зізнається: Бессі Денкер тоді втекла, а він, будучи репортером, коли прибув на місце, знайшов дівчинку у сусідів й вони з дружиною вирішили вдочерити її. Крістін, остаточно зрозумівши причину поведінки Роди й те, що вона буде вбивати кожного, хто посягне на її таємницю або буде мати цікаву для неї річ, знаходить єдине, як їй здається, правильне рішення: ввечері перед сном вона говорить, що викинула злополучну медаль в озеро з причалу поряд з тим місцем, де проходив пікнік, після чого обманом змушує Роду прийняти велику дозу снодійного, а коли дівчинка засинає, приставляє до своєї голови пістолет і натискає на гачок. Та у неї здригається рука, через те постріл фактично не задів її, й пізніше обидві були вчасно госпіталізовані. Вночі Рода під дощем йде на той самий причал на озері, щоб дістати медаль. Вона опускає у воду сачок і в цей момент в дерев'яний причал вдаряє блискавка і він спалахує разом з Родою.

## У ролях
| Актор           | Роль                     |
| --------------- | ------------------------ |
| Ненсі Келлі     | Крістін Пенмарк          |
| Патті Маккормак | Рода Пенмарк             |
| Евелін Варден   | Моніка Брідлав           |
| Генрі Джонс     | Лерой Джессоп            |
| Айлін Гекарт    | Гортензія Дейгл          |
| Вільям Гоппер   | полковник Кеннет Пенмарк |
| Пол Фікс        | Річард Браво             |
| Гедж Кларк      | Реджинальд Таскер        |
| Джесс Вайт      | Ейморі Веджес            |
| Джоан Кройдон   | Клаудія Ферн             |
| Френк Кеді      | Генрі Дейгл              |

## Нагороди та номінації
Оскар (1956)
- Номінація на найкращу акторку (Ненсі Келлі).
- Номінація на найкращу акторку другого плану (Патті Маккормак).
- Номінація на найкращу акторку другого плану (Айлін Гекарт).
- Номінація на найкращу операторську роботу (у чорно-білому кольорі) (Гарольд Россон).

Золотий глобус (1956)
- Найкраща акторка другого плану (Айлін Гекарт).
- Номінація на найкращу акторку другого плану (Патті Маккормак).

## Історія створення
Оригінальний роман Вільяма Марча було опубліковано 8 квітня 1954 року, усього за місяць до смерті автора — 15 травня. Смерть Марча деякою мірою навіть посприяла критичному та комерційному успіху романа (1955 року йому була присуджена Національна книжкова премія). Того ж року, 8 грудня, на бродвейській сцені Театру Річарда Роджерса, який тоді називався просто Театр на 46-й вулиці (англ. 46th Street Theatre), відбулася прем'єра однойменної п'єси Максвела Андерсона, створеної на основі книги, за участю Ненсі Келлі (за роль Крістін вона отримала премію Тоні як найкраща акторка у п'єсі), Патті Маккормак, Генрі Джонса та Айлін Гекарт. П'ять місяців по тому постановка перемістилася до Театру Юджина О'Ніла, де зійшла зі сцени 27 вересня 1955 року. Усього п'єса витримала 334 вистави.
Спочатку постановку фільма запропонували Альфреду Гічкоку, але той відмовився. Обраний режисером Мервін Лерой так надихнувся переглядом п'єси, що вирішив задіяти у фільмі майже увесь акторський склад постановки. Тим не менш, студією Warner Bros. розглядалися кандидатури інших акторів: Розалінд Расселл пробувалась на роль Крістін, а Бетті Девіс виказувала бажання зіграти її.
П'єса, як і роман, має інший фінал: спроба самогубства Крістін виявляється вдалою, але сусід, почувши постріл, встигає доправити Роду до лікарні, де її рятують й, таким чином, Рода лишається жива. Кодекс Гейза не дозволяв зняти такий фінал, тому його було змінено. Згідно «Лос-Анджелес Таймс» за листопад 1955 року, було створено цілих три варіанти фіналу сценарію, який тримався у строгому секреті, а останні п'ять сторінок стали доступні акторам безпосередньо перед самою зйомкою.
Персонаж Бессі Денкер, хоча вона не бере участі у дії ні в романі, ні в п'єсі, ні в фільмі, був заснований на серійній вбивці Белль Ганнесс. У фільмі та п'єсі вона на момент дії жива і, ймовірно, мешкає в Австралії. У романі її страчено на электричному стільці, причому сам процес страти був заснований на страті іншої вбивці, Рут Снайдер.